# Velocidad óptima para caminar
La velocidad óptima para caminar es la velocidad a la que las personas y los animales suelen desplazarse normalmente. La gran mayoría de las personas tiende a caminar a una velocidad de 1,42 metros por segundo (5,1 km/h; 3,2 mph; 4,7 pies/s) .   
Aparentemente los caballos también tienen una velocidad preferida de marcha dentro de un modo de andar determinado. 
Estos casos sugieren que la elección de la velocidad, puede seguir patrones similares en diferentes especies. 
La velocidad de marcha preferida tiene importantes aplicaciones clínicas como indicador de movilidad e independencia. Por ejemplo, en las personas, las personas mayores o que padecen artrosis deben caminar más lentamente. Mejorar (aumentar) la velocidad de marcha preferida por las personas es un objetivo clínico importante en estas poblaciones.